# Cyzenis incrassata
Cyzenis incrassata är en tvåvingeart som först beskrevs av Smith 1912.  Cyzenis incrassata ingår i släktet Cyzenis och familjen parasitflugor. Inga underarter finns listade i Catalogue of Life.